# Politik i Henan

Henans läge i Kina.

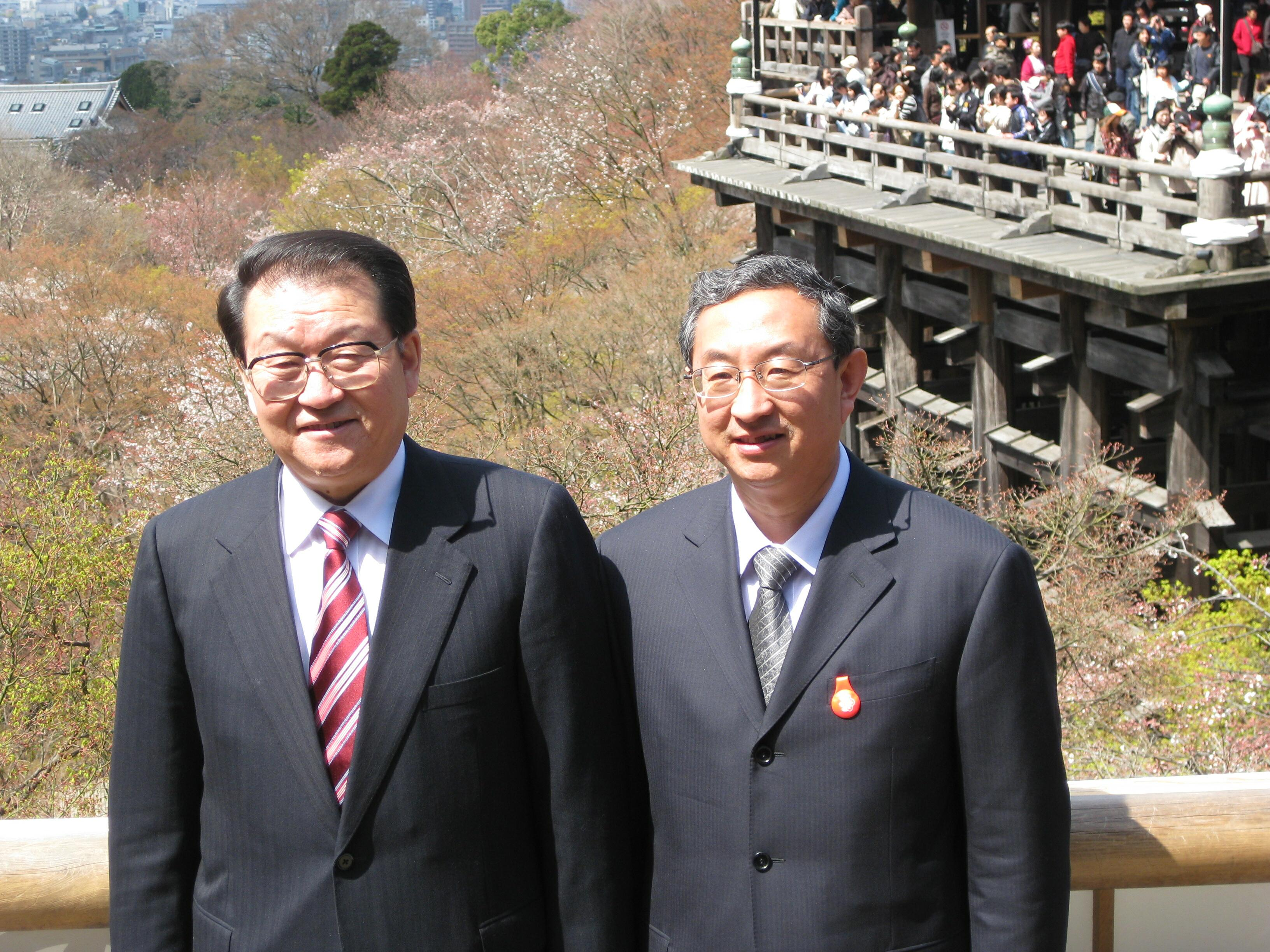
Li Changchun, guvernör i Henan 1990–1993 och partisekreterare 1992–1998, här till vänster i bild på besök i Japan.

Den politiska makten i Henan utövas officiellt av provinsen Henans folkregering, som leds av den regionala folkkongressen och guvernören i provinsen. Dessutom finns det en regional politiskt rådgivande konferens, som motsvarar Kinesiska folkets politiskt rådgivande konferens och främst har ceremoniella funktioner. Provinsens guvernör sedan 2021 är Wang Kai.
I praktiken utövar dock den regionala avdelningen av Kinas kommunistiska parti den avgörande makten i Henan och partisekreteraren i regionen har högre rang i partihierarkin än guvernören. Sedan 2021 heter partisekreteraren Lou Yangsheng.

## Lista över Henans guvernörer
1. Wu Zhipu: 1949 – 1962
2. Wen Minsheng: 1962 – 1967
3. Liu Jianxun: 1968 – 1978
4. Duan Junyi: 1978 – 1979
5. Liu Jie: 1979 – 1981
6. Dai Suli: 1981 – 1982
7. Yu Mingtao: 1982 – 1983
8. He Zhukang: 1983 – 1987
9. Cheng Weigao: 1987 – 1990
10. Li Changchun: 1990 – 1993
11. Ma Zhongchen: 1993 – 1998
12. Li Keqiang: 1998 – 2003
13. Li Chengyu: 2003 – 2008
14. Guo Gengmao: 2008 – 2013
15. Xie Fuzhan: 2013 – 2016
16. Chen Run'er: 2016 – 2019 [1]
17. Yin Hong: 2019 – 2021
18. Wang Kai: 2021–

## Lista över Henans partisekreterare
1. Zhang Xi (张玺): 1949 – 1952
2. Pan Fusheng (潘复生): 1952 – 1958
3. Wu Zhipu (吴芝圃): 1958 –  1961
4. Liu Jianxun (刘建勋): 1961 – 1966
5. Wen Minsheng (文敏生), tillförordnad: 1966 – 1967
6. Liu Jianxun (刘建勋): 1971 – 1978
7. Duan Junyi (段君毅): 1978 – 1981
8. Liu Jie (刘杰): 1981 – 1985
9. Yang Xizong (杨析综): 1985 –  1990
10. Hou Zongbin (侯宗宾): 1990 –  1992
11. Li Changchun (李长春): 1992 –  1998
12. Ma Zhongchen (马忠臣): 1998 – 2000
13. Chen Kuiyuan (陈奎元): 2000 – 2002
14. Li Keqiang (李克强): 2002 – 2004
15. Xu Guangchun (徐光春): 2004 – 2009
16. Lu Zhangong: 2009 – 2013
17. Guo Gengmao: 2013 – 2016
18. Xie Fuzhan: 2016 – 2018 [2]
19. Wang Guosheng: 2018 – 2021
20. Lou Yangsheng: 2021–